# Mîrivka, Kaharlîk
Mîrivka (în ucraineană Мирівка) este o comună în raionul Kaharlîk, regiunea Kiev, Ucraina, formată numai din satul de reședință.

## Demografie
Componența lingvistică a comunei Mîrivka
     Ucraineană (97,45%)
     Rusă (2,02%)
     Alte limbi (0,37%)
Conform recensământului din 2001, majoritatea populației comunei Mîrivka era vorbitoare de ucraineană (97,45%), existând în minoritate și vorbitori de rusă (2,02%).

## Legături externe
- pl Mirówka în Dicționarul geografic al Regatului Poloniei și al altor țări slave, volum VI (Malczyce — Netreba) 1885

- pl Mirówka, wieś, powiat kijowski în Dicționarul geografic al Regatului Poloniei și al altor țări slave, volum XV, p. 2 (Januszpol — Wola Justowska)1902